# Gustav Zunkel
Gustav Zunkel, född 19 november 1886 i Ollendorf, död 8 december 1934 i Weimar, var en tysk nazistisk politiker och SA-Gruppenführer. Han var ledamot av tyska riksdagen från 1930 till sin död.

## Biografi
Zunkel studerade historia, latin och grekiska vid universiteten i Jena och Berlin. Vid förstnämnda lärosäte promoverades han till filosofie doktor 1910. Fyra år senare anställdes Zunkel vid Gymnasium Alexandrinum i Jena. I slutet av juli 1914 utbröt första världskriget och Zunkel kom som soldat att såras vid två tillfällen. Han dekorerades med Järnkorset av båda klasserna.
I mitten av 1920-talet blev Zunkel medlem i Nationalsocialistiska tyska arbetarepartiet (NSDAP). Vid valet i september 1930 invaldes han i riksdagen för valkrets 12 (Thüringen). Han var därutöver sakkunnig vid Thüringens folkbildningsministerium under Wilhelm Frick.
Den 30 januari 1933 utnämndes Adolf Hitler till Tysklands rikskansler. En månad senare utsågs Zunkel till chef för undervisningsdepartementet vid Preussens kultusministerium. Senare samma år utnämndes han till statsråd i Thüringens delstatsregering under ministerpresidenten Willy Marschler, som efterträdde Fritz Sauckel.
Den 8 december 1934 omkom Zunkel i en trafikolycka och hedrades fyra dagar senare med en statsbegravning, vid vilken Adolf Hitler närvarade. Efter Zunkel uppkallades Gustav-Zunkel-Platz i Erfurt och Gustav-Zunkel-Straße i Gera. Därtill namngavs ett SA-Standarte i Weimar efter honom.

### Webbkällor
- ”Die Mitglieder des Reichstags: Zunkel, Gustav” (på tyska). Datenbank der Reichstagsabgeordneten. Arkiverad från originalet den 24 mars 2015. https://www.webcitation.org/6XFxvhGLi?url=http://daten.digitale-sammlungen.de/~db/bsb00000008/images/index.html?nativeno=316. Läst 24 mars 2015.